# Psiloderces rimbu
Psiloderces rimbu is een spinnensoort uit de familie Psilodercidae. De soort komt voor in Sumatra.